# Toerfiets

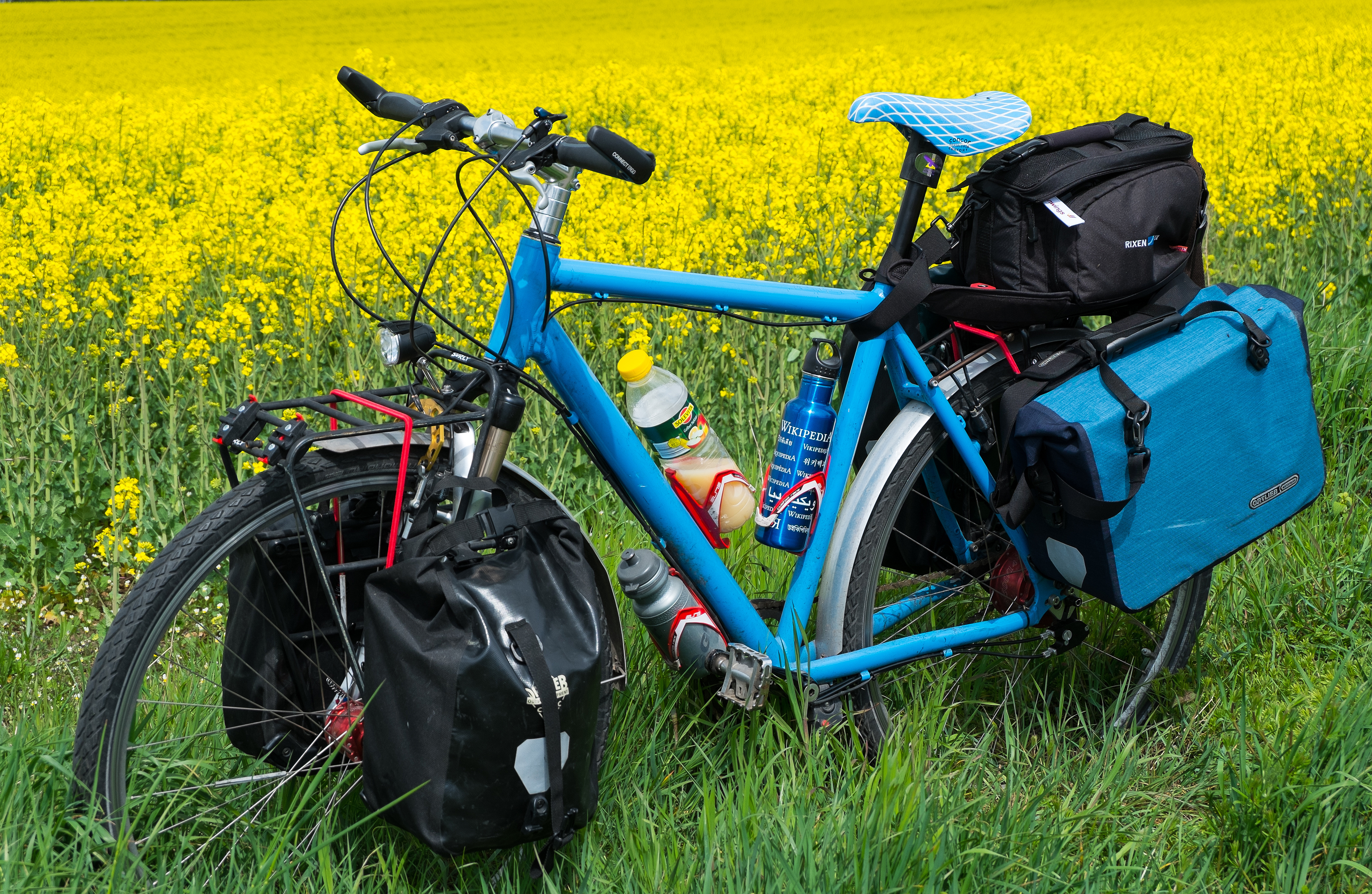

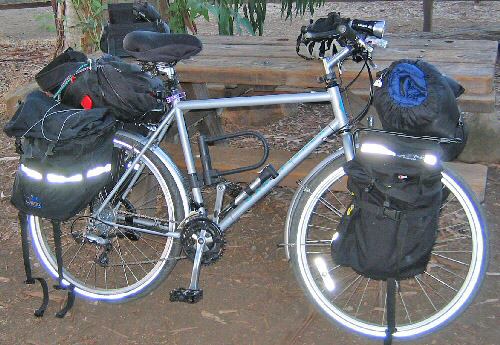
Moderne toerfiets

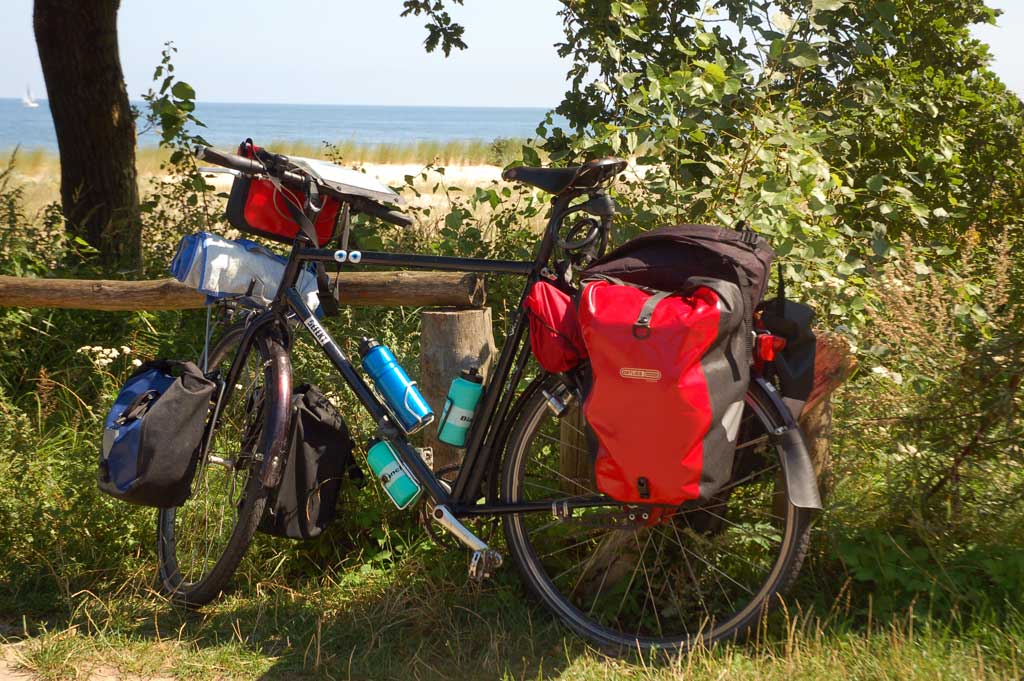

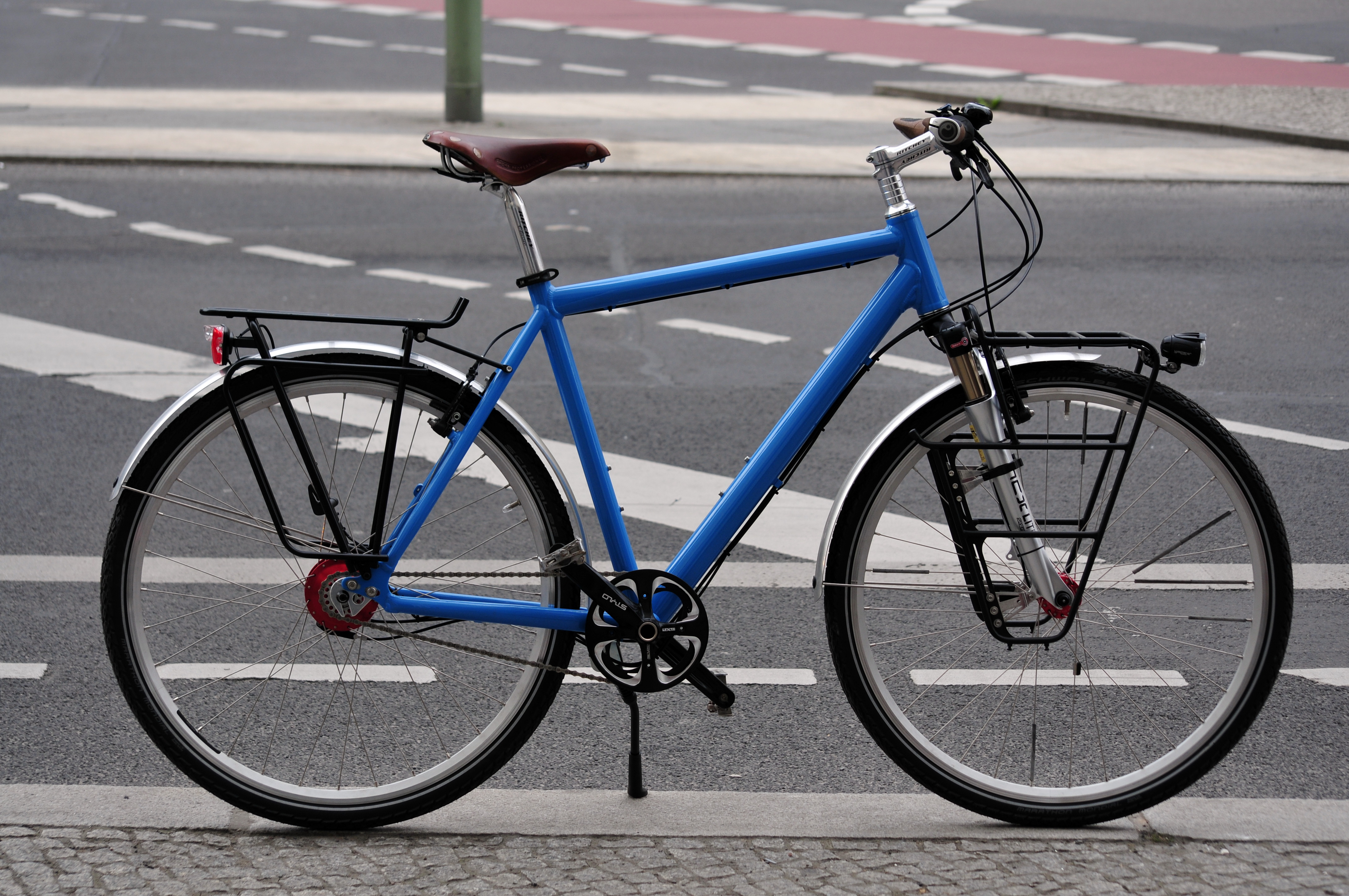

Een toerfiets of trekkingfiets is een fiets die speciaal ontworpen of aangepast is om fietsvakanties te maken. Het belangrijkste verschil tussen een toerfiets en een gewone stadsfiets of racefiets is dat er meer bagage kan worden meegedragen. Andere veelvoorkomende verschillen zijn bijvoorbeeld een steviger frame, extra versnellingen en meerdere bidonhouders.

## Geschiedenis
De toerfiets heeft zich in laatste 3 decennia van de 20e eeuw ontwikkeld vanuit de gewone racefiets waarop bagagerekjes werden gemonteerd, zodat er meer bagage mee kon. Omdat de racefiets niet stabiel bleek voor het vervoer van bagage — de fiets ging zwabberen — werden het frame en de wielen verstevigd.
In de 21e eeuw zijn de meeste toerfietsen gebaseerd op de mountainbike. Voordelen zijn een steviger frame en een groter bereik aan versnellingen door de aanwezigheid van een derde voorblad. Om met bagage steile hellingen op te kunnen rijden zijn versnellingen van 1:1 of nog minder onontbeerlijk.
Sommige fietsfabrikanten, zoals Koga-Miyata, Santos, Snel tweewielers en Vittorio hebben zich gespecialiseerd in het bouwen van toerfietsen. Zij bieden bijvoorbeeld stevige frames, zwaardere voorvorken, extra bevestigingspunten voor bagadedragers, spatborden en een derde bidon, hydraulische remmen, extra stevige wielen, verlichting en USB voeding op basis van een naafdynamo, en kunnen met behulp van minder courante onderdelen bijvoorbeeld een racestuur combineren met het derde voorblad van de mountainbike.

## Onderdelen

### Frame
Het frame van een toerfiets heeft meestal een grote wielbasis en is steviger dan dat van een stadsfiets. Het geheel moet stijf genoeg zijn om veilig lange afdalingen te kunnen maken met volledige bepakking. Over het hele frame zitten bevestigingspunten (onder meer ogen aan padden en braze-ons) voor bijvoorbeeld bagagedragers, spatborden, bidonhouders en fietspomp. In moderne toerfietsen wordt de voorvork soms geveerd om wielen, frame en berijder te beschermen tegen plotselinge schokken door ongelijk wegdek, echter worden deze veringen niet altijd als een positief punt gezien, aangezien elke beweging een verlies is in aandrijving, ofwel elke beweging van de vering gaat ten koste van menselijke energie.
Tegenwoordig worden de meeste frames voor toerfietsen van chroom-molybdeenstaal, aluminium of koolstof vervaardigd. Deze materialen zijn veel lichter dan het voorheen gangbare standaard staal, terwijl ze toch sterk genoeg zijn om een volledig bepakte fiets te ondersteunen. Uiteraard hangt aan deze materialen wel een hoger prijskaartje. Daarentegen biedt een stalen frame een langere levensduur en is (beter) te buigen en te lassen bij pech onderweg.

### Wielen
Wegens de extra bagage en strengere eisen aan betrouwbaarheid hebben toerfietsen vaak robuuste naven en stevige velgen. De meeste toerfietsen hebben velgen in de standaardmaat van 622 mm doorsnede (28"), net als racefietsen. Er kan een groot verschil zitten in het aantal spaken dat gebruikt is voor de wielen. Sommige randonneurs/toerfietsen, vooral tandems, kunnen een achterwiel met 48 spaken hebben vanwege de grote krachten die op het wiel inwerken. De breedte van de velg is veel groter dan bij een racefiets, en ook de buitenbanden zijn een stuk dikker. De buitenband is vaak ook voorzien van een grover profiel. De binnenbanden zijn meestal voorzien van een Presta-ventiel (Sclaverand), ook bekend als Frans ventiel.
Recentelijk brengen meer en meer fabrikanten ook modellen uit met velgen van 559 mm (26"), die vaak onder mountainbikes gebruikt worden. De voor- en nadelen met betrekking tot (rol)weerstand en comfort tussen deze wielmaten zijn onderwerp van discussie, maar door het relatief kleine verschil in afmeting ontlopen ze elkaar in de praktijk niet veel. Van groter belang is de beschikbaarheid onderweg van de juiste onderdelen zoals binnen- en buitenbanden. Uit ervaring is gebleken dat buiten Nederland, en vooral buiten Europa, 28" banden moeilijk te vinden zijn. De 26" banden zijn wereldwijd veel beter beschikbaar.

### Bagagehouders

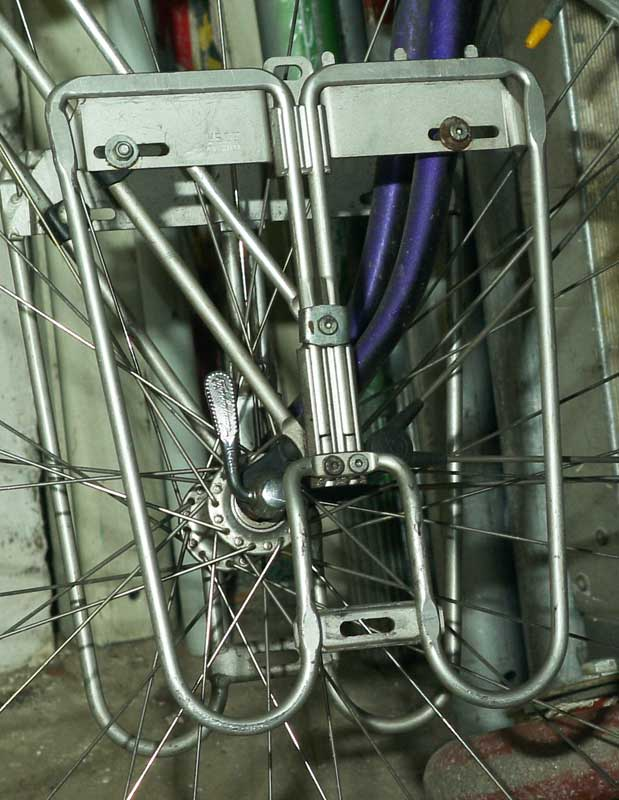
Voordrager voor fietstassen

Toerfietsen zijn meestal uitgerust met zowel voordragers (lowriders) als achterdragers voor bagage. Deze zijn vaak ontworpen om speciale fietstassen aan te bevestigen. Ook wordt vaak een extra stuurtas voor op het stuur bevestigd, om landkaarten, fototoestel en portemonnee snel bij de hand te hebben.
Soms wordt bagage in een aanhanger achter de fiets vervoerd in plaats van erop. Dit komt wendbaarheid en remweg niet ten goede, maar zorgt wel voor minder belasting van de fiets en een lager zwaartepunt. Bovendien kan veel meer worden meegenomen.

### Versnellingen
Als versnellingsmechaniek gebruiken de meeste toerfietsen derailleurs. Deze zorgen voor een groot bereik om comfortabel te kunnen trappen, zowel in snelle afdalingen als in steile beklimmingen met veel bagage. Naafversnellingen met zeven of meer versnellingen winnen tegenwoordig langzaam terrein omdat ze minder kwetsbaar zijn en daardoor gemakkelijk in het onderhoud. Vooral de 14- versnellingsnaaf van Rohloff doet het goed onder de vakantiefietsers.

### Remmen
De meeste toerfietsen zijn uitgerust met cantileverremmen of v-brakes. De compactere zijoptrekremmen van racefietsen kunnen niet gecombineerd worden met een spatscherm boven het wiel en kunnen daardoor niet gebruikt worden. Trommel- en terugtrapremmen, zoals op stadsfietsen, bieden vaak te weinig remkracht voor bepakte toerfietsen, doordat ze in de achteras geïntegreerd zijn. Bovendien kunnen ze gevaarlijk opwarmen tijdens lange afdalingen waarin veel wordt geremd. Nieuwe toerfietsen zijn soms voorzien van schijfremmen, die een betere remkracht hebben en beter functioneren in natte omstandigheden. Toerfietsers zijn echter inherent conservatief in het overnemen van dit soort nieuwe ontwikkelingen vanwege problemen bij eventuele reparaties; het is niet overal even makkelijk onderdelen te krijgen voor de nieuwste snufjes.

### Stuur en zadel

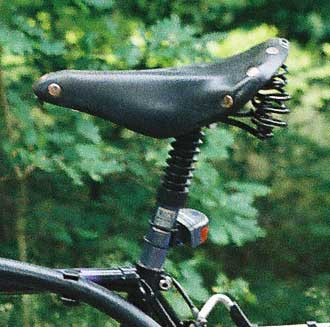
Een toerfietszadel met vering

Toerfietsen hebben meestal een hard, smal zadel, vaak van leer. Voor lange fietstochten zorgt zo'n zadel voor minder ongemak dan de bredere zadels met schuimvulling, die bedoeld zijn voor kortere ritten. Soms is het zadel voorzien van vering.
De meeste toerfietsen worden door de fabrikant voorzien van een recht stuur zoals op een mountainbike. Bij lange afstanden is het echter prettig om af en toe van houding te kunnen wisselen. Daarom worden toerfietsen ook vaak voorzien van een stuur dat op meerdere plaatsen vastgepakt kan worden, bijvoorbeeld een triatlonstuur of een vlinderstuur, of er worden bar ends aangebracht. Het racestuur is bij toerfietsen in de 21e eeuw veel minder populair dan het was.

### Verlichting en elektriciteitsvoorziening
Toerfietsen worden vaak voorzien van een hoge kwaliteit naafdynamo, die ook bij een lage snelheid genoeg stroom levert om de verlichting te laten werken. USB voeding op basis van de dynamo, al of niet geïntegreerd in het verlichtingssysteem, is in opkomst om bijvoorbeeld de telefoon of GPS apparatuur op gang te houden tijdens een lange tocht.

## Soorten toerfietsen

### Randonneur

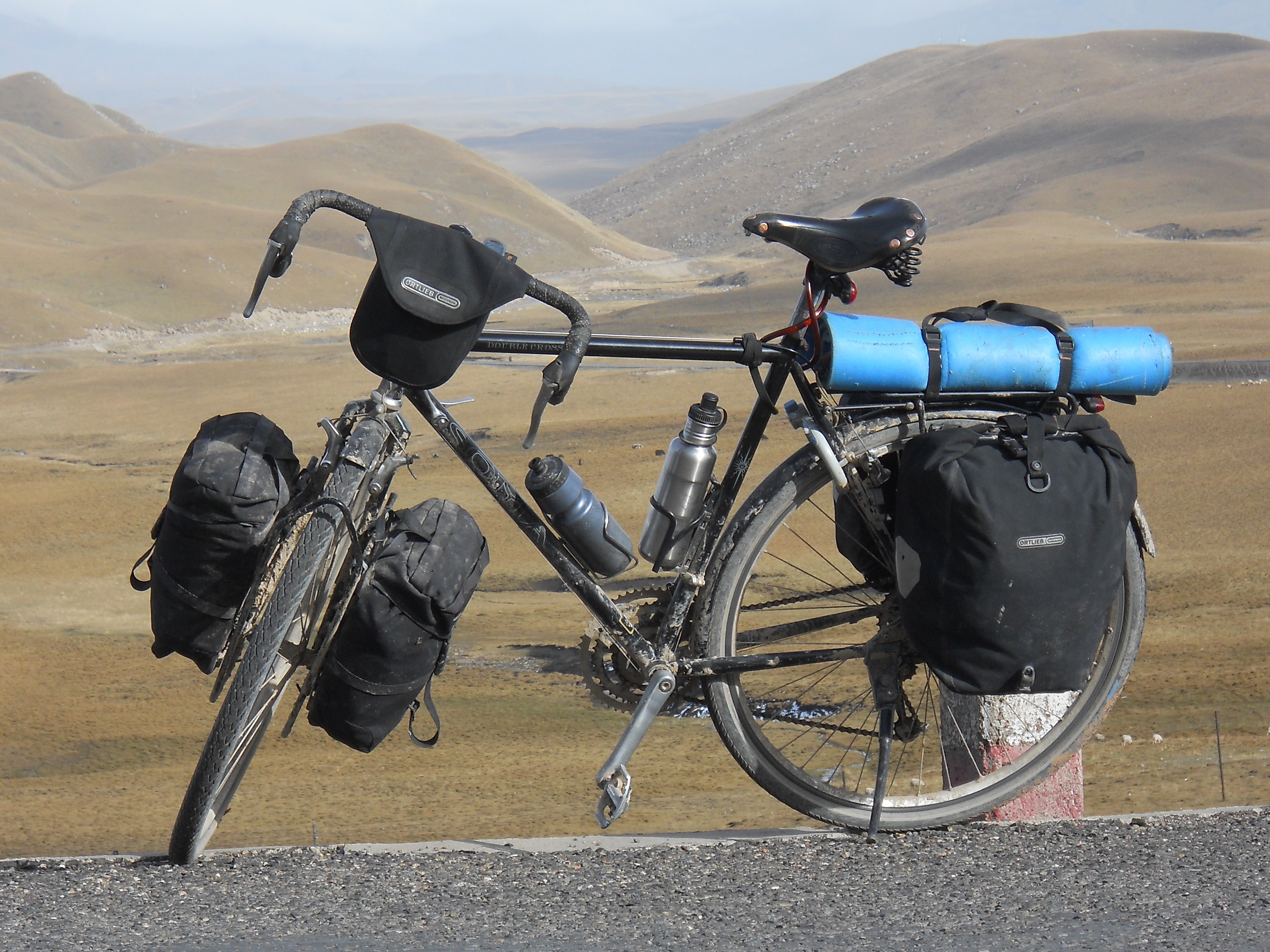
'Randonneur' toerfiets

Een randonneur is een klassiek type toerfiets die gebouwd is als een aangeklede racefiets met bagagedrager en spatborden. Belangrijk kenmerk van de randonneur is het racestuur, waardoor al fietsend gewisseld kan worden van houding. De naam verwijst naar de randonneur-fietser, die deelneemt aan georganiseerde langeafstandstochten. Tot de jaren 1990 was de randonneurfiets de standaard voor fietsvakanties en lange fietstochten, nadien werden vakantiefietsen eerder gebouwd met mountainbike-kenmerken, en zonder racestuur.

### Andere varianten

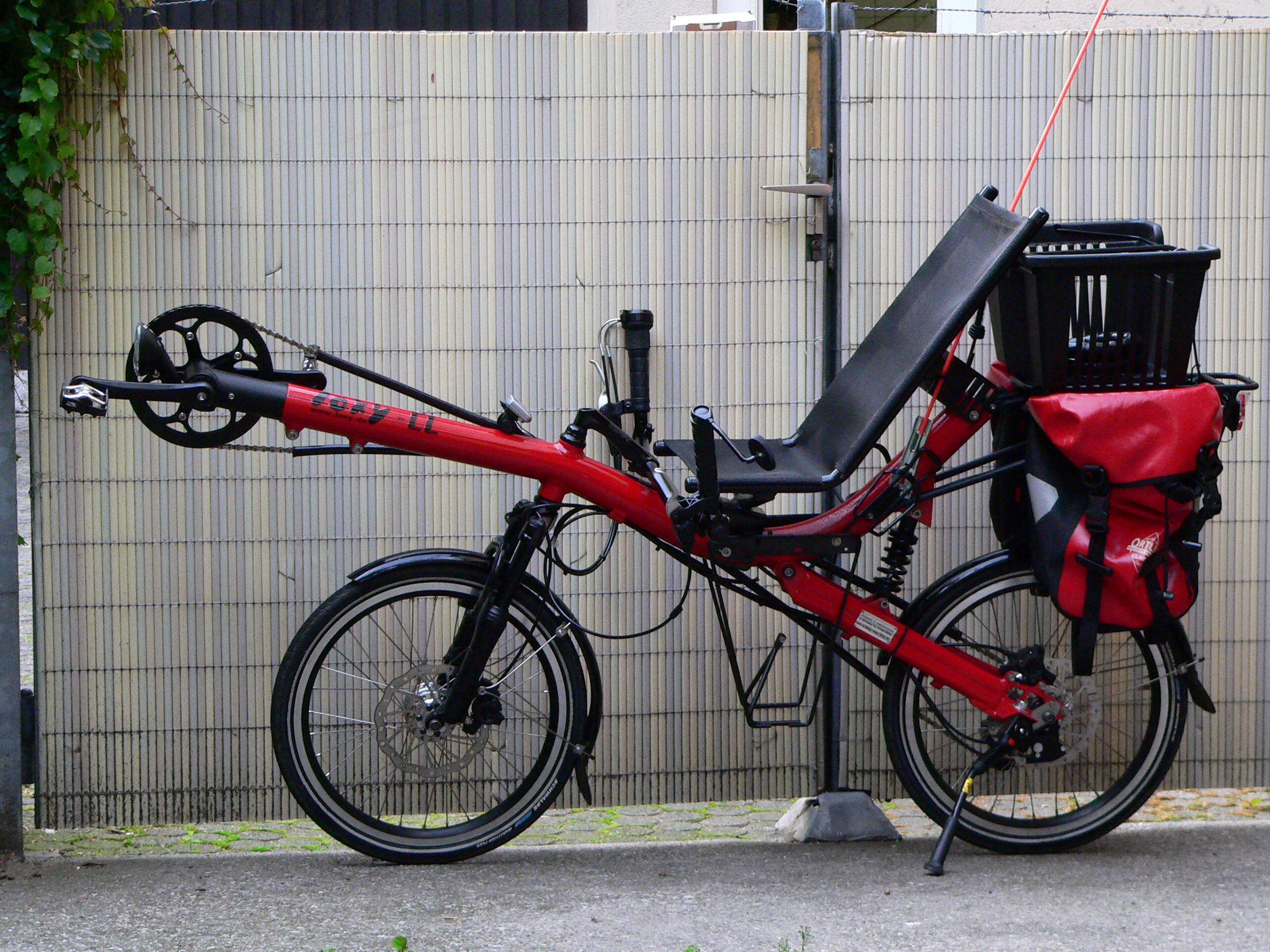
Gedeeltelijk bepakte ligfiets

Er zijn talloze varianten op de traditionele randonneur, afhankelijk van het te vervoeren gewicht en het verwachte terrein. Er zijn zeer lichtgewicht toerfietsen, nauwelijks zwaarder dan een racefiets, maar er zijn er ook die net zo zwaar en stevig zijn als een mountainbike, om zware lading over het ruigste terrein te vervoeren.
Ook ligfietsen kunnen gebruikt worden als toerfiets. Een voordeel van de ligfiets is de lage luchtweerstand; een nadeel is het verminderd zicht voor de fietser, alsmede verminderde zichtbaarheid voor medeweggebruikers.